# Sztuczny miód
Sztuczny miód – piosenka do słów Agnieszki Osieckiej z muzyką Krzysztofa Paszka.
Wykonywana od 1973 przez Barbarę Krafftównę i zespół kabaretu „Pod Egidą”, później m.in. zaśpiewana przez Katarzynę Groniec na koncercie „Zielono mi” w reżyserii Magdy Umer, poświęconym twórczości Agnieszki Osieckiej, który odbył się na XXXIV Krajowym Festiwalu Piosenki Polskiej w Opolu (1997).